# Yaqqim-Addu
Yaqqim-Addu était le gouverneur de la province de Saggarâtum pendant le règne de Zimrî-Lîm de Mari en Haute-Mésopotamie (vers 1775 av. J.-C.). Saggarâtum était le centre d'une des quatre provinces du royaume avec Mari (le district central), Terqa et Qattunân, située en amont du Habur.

## L'origine du personnage
Contrairement au gouverneur de Terqa, Kibrî-Dagan, Yaqqim-Addu ne semble pas avoir avec le lieu d'exercice de sa charge d'attaches particulières. Nous ne connaissons cependant pas sa famille mais vu les charges qui lui ont été confiées il devait faire partie de la bonne bourgeoisie,  sans doute du district de Terqa. Sa promotion peut prouver son mérite mais sa durée montre son action efficace au service du roi. La première attestation que nous ayons de lui montre qu'il a été intendant du roi dans la localité de Hišamta (un bourg dans le district de Terqa, important par son temple de la déesse Hišamîtum) au tout début du règne de Zimri-Lim. Il prend à Saggarâtum la succession du gouverneur Sumhu-rabi et il y assume la charge de gouverneur, jusqu'à la chute du royaume en 1761.

## Son action
Son action était spécialement importante car il avait en charge la protection des frontières nord et ouest du royaume. Il s'occupait notamment de la forteresse de Dûr-Yahdun-Lîm, située dans la vallée de l'Euphrate en amont de Terqa et Mari. Il s'occupait également de la bonne marche des travaux agricoles, de la gestion des matières premières, de la réfection des bâtiments royaux, de l'espionnage et de la prise des augures. Pour plus de détails, sur les fonctions du gouverneur, voir l'article sur Bahdî-Lîm, le gouverneur de Mari.